# 松平定知
松平 定知（まつだいら さだとも, 1944年〈昭和19年〉11月7日 - ）は、日本のフリーアナウンサー。元NHKエグゼクティブアナウンサー、京都造形芸術大学芸術学部通信教育部教授、早稲田大学専門職大学院公共経営研究科客員教授、國學院大學文学部客員教授、立教大学21世紀社会デザイン研究科客員教授。

## 来歴

### 生い立ち、教育
旧日本陸軍大佐で満洲国の駐チタ総領事をしていた経験を持つ松平定堯を父に、満洲国新京で誕生。徳川家康の異父弟・松平定勝を祖とする伊予松山藩久松松平家の分家旗本の子孫に当たる。
外交評論家で元NHK記者の磯村尚徳は従兄に当たる。東京都文京区で育つ。
東京教育大学附属駒場中学校・高等学校（現：筑波大学附属駒場中学校・高等学校）を卒業、早稲田大学商学部に入学。大学では成績優秀で、学費免除の特待生だったこともある。1969年3月卒業。

### 職務経歴
1969年4月、NHK入局。NHKの採用試験時に、アナウンサー・記者・放送・経営管理の4項目について志望順位を書くよう求められたが、放送は仕事内容のイメージが湧かず、経営管理は自分に向いていないと考えたため、アナウンサー、記者の順に志望を出した。結果的にそれが通った事がアナウンサーとしてのキャリアの端緒であった。同期に佐々木敦など。2ヶ月間の研修を経て、6月にNHK高知放送局へ赴任し、新人アナウンサーとして勤務し、災害時には現場中継などもおこなった。
1974年、東京アナウンス室へ異動。
NHKで脚光を浴びるきっかけとなったものが、若手の頃のラジオ第1でのインタビューだった。この若手時代に倒置法を用いた独特の話法を編み出す。これを皮切りに総合テレビ『ひるのプレゼント』を担当して人気を集め、ニュースキャスターを担当するようになり、1985年から1988年には7時のNHKニュースのキャスターも務めた。1989年、1990年には『NHK紅白歌合戦』の総合司会に抜擢された。他にも『連想ゲーム』「NHKスペシャル」などにも多数出演するなどして（→#東京異動後 参照）、NHKアナウンサーのなかの中核的な存在となっていった。
1989年4月3日から『NHKモーニングワイド』の平日キャスターに就任。しかし午前6時から番組が始まっているにも関わらず午前7時から出演していた（午前6時台は川端義明が担当）。この2部形式は2025年現在の『NHKニュースおはよう日本』にも引き継がれている。
1990年、主幹から局次長級エグゼクティブアナウンサーに特進。
1991年、『NHKモーニングワイド』のキャスターを務めていた時に、泥酔してタクシーの運転手に対し車載電話で殴って足蹴りする暴行を働き、その責任を取って『NHKモーニングワイド』を年度途中で降板することになった。その後は『NHKスペシャル』に不定期出演する程度であったが、1995年に『NHKニュース11』で本格的に復帰した。しかし、NHKニュース11での復帰後でもスタッフにペンを投げつけるシーンが放送されたことがあり後日番組で謝罪した。
NHK退職後は後輩の宮本隆治をはじめとするNHK退職アナウンサー設立による有限責任事業組合ことばの杜において、青少年・児童向けの朗読など社会貢献活動にも携わる。衛星放送や愛媛県のローカル番組では民放出演があったが、原則としてフリーランスになってからもNHKの準専属的に出演してきた。2008年5月、放送人の会放送人グランプリ特別賞受賞、2010年7月、財団法人放送文化基金放送文化金賞受賞。2015年10月から放送されたTBSテレビ「日曜劇場・下町ロケット」で、ナレーターながらも在京キー局民放で初レギュラーを果たした。

## エピソード
「“視聴者に伝わるように伝えるためにはどうすればよいか”、ただそのことだけを一心に考え続けたNHKアナウンサー人生でした。」と松平自身は語った。
伊予松山藩主の久松松平氏は明治維新を機に名字を松平から久松に戻しているが、その傍流にあたる定知の家系は松平姓を保った。その松平は「まつだいら」と語頭にアクセントを置くことが正しい発音だとされる。松平本人もそのことに強いこだわりを持っており、NHK時代には部下が「まつだいら」などと異なる発音をしようものなら、その場で「『ま』にアクセントを置くように」と訂正することで有名だったという話が広がっているが、松平本人は「『ま』にアクセントを付けて、高く強く発音して呼ばないと、返事してくれないんですって?」と言われて吃驚し「私は一回もそんなことを言ったこともないし、したことも、ありません」と書いている。
NHK在籍時の局内でのニックネームは「殿」。
身長は165cm。

## 主な出演

### 現在の出演番組
- 大河ドラマアーカイブス案内役（時代劇専門チャンネル、スカパー!向けながら、民放デビュー番組）
- 松平定知の藤沢周平をよむ（チャンネル銀河：案内役）
- シリーズ世界遺産100（NHK総合テレビジョン、ナレーション：2008年度放送分より）
  - この番組はNHK退職後も出演を続けている。

### 過去の出演番組

#### 高知局時代
- FMリクエストアワー

#### 東京異動後
報道・情報番組
| 期間         | 期間                  | 番組名                       | 役職                                                        |
| ------------ | --------------------- | ---------------------------- | ----------------------------------------------------------- |
| 1975年4月    | 1978年3月             | みんなの茶の間               | 司会                                                        |
| 1980年代前半 | 1980年代前半          | NHKニュースワイド            | スポーツ担当                                                |
| 1984年4月    | 1985年3月             | きょうのスポーツとニュース   | 平日ニュース担当キャスター                                  |
| 1985年4月    | 1989年3月             | NHKニュース                  | 平日午後7時枠でのメインキャスター                           |
| 1988年4月    | 1989年3月             | イブニングネットワーク首都圏 | メインキャスター                                            |
| 1989年4月    | 1991年5月24日（前述） | NHKモーニングワイド          | 平日7・8時台でのメインキャスター                            |
| 1995年4月    | 2000年3月             | NHKニュース11                | メインキャスター                                            |
| 1996年4月    | 1997年3月             | NHKニュース7                 | 制作担当                                                    |
| 2000年4月    | 2009年3月             | その時歴史が動いた           | 司会兼ナレーター ※番組終了まで2年足らずは、フリーとして出演 |

教養・ドキュメンタリー・特別番組
- 大学講座 ケインズ経済学（1974年 - 1976年3月）
- ひるのプレゼント（1978年4月 - 1980年?）
- 歌のビッグステージ（1980年4月4日 - 1981年3月31日）
- 連想ゲーム（1981年4月1日 - 1984年3月21日）
- NHK紅白歌合戦（1989、1990年）
- トップインタビュー（きき手）
- NHKワールド・ラジオ日本のニュース（「NHKニュース11」登板前）
- 連続テレビ小説　かりん（1993年下半期：ナレーション）
- プライム11（1994年4月9日、4月16日）
- 選挙開票速報
- BSあなたが選ぶ時代の歌1000曲
- プロ野球70周年特集
- NHKスペシャル・世紀を超えて（1999年1月23日 - 2000年12月26日）
- NHKスペシャル・アジア古都物語（2002年：大阪放送局新局舎完成記念番組ナレーション）
- 「同・新シルクロード」（2005年1月1日 - 2008年3月24日：ナレーション）
- 昭和天皇が崩御した1989年1月7日夜の昭和時代最後の『NHKニュース』。
  - なお、1989年1月8日午前3時21分からは、村松賢一が平成最初のNHKニュースを担当した。
- 「ラジオ深夜便 藤沢周平作品朗読（2005年度『蝉しぐれ』から開始。退職後も出演）
  - 2004年度には「私の本棚」などで「藤沢周平を読む」と題した朗読シリーズを担当した。
- SONGS 第60回（2008年10月17日） - 沢田研二の要望によりナレーションを担当。

#### NHK退職後
- NHKスペシャル 日本人はなぜ戦争へと向かったのか（ナレーション：2011年1月 - 8月）
- ザ・プレミアム 華族 150年の旅路～激動を生き抜いた日本の名家～（ナレーション：2016年9月10日）
- チコちゃんに叱られる!（2020年10月23日（再放：10月24日））「その時 歴史がチコッた」

#### 映画
- 真田十勇士（2016年9月22日公開） - ナレーション
- 海賊と呼ばれた男（2016年12月10日公開） - 予告編ナレーション
- 七つの会議（2019年2月1日公開） - ナレーション

### テレビドラマ
- 日本のいちばん長い夏（2010年：NHK・アマゾンラテルナ、NHKハイビジョン特集としても放送） - 扇谷正造役。映画初出演。
- 新春ワイド時代劇「戦国疾風伝 二人の軍師 秀吉に天下を獲らせた男たち」（2011年1月2日：テレビ東京） - 徳川家康役
  - NHK退職後、地上波民放のテレビドラマに初出演。
- 下町ロケット（2015年10月18日 - 12月20日：TBSテレビ）- ナレーション
- 連続テレビ小説 あさが来た 第146回・147回（2016年3月22日 - 23日：NHK総合） - 富永巌 役[12]

## 著書

### 単著
- 『負けずにキザですが』講談社、1985年11月20日。[13]
- 『歴史を「本当に」動かした戦国武将』（小学館101新書：2009年）ISBN 978-4098250387
- 『幕末維新を「本当に」動かした10人』（小学館101新書：2010年）ISBN 978-4098250707
- 『心を豊かにする言葉術』（小学館101新書：2011年）ISBN 978-4098251148
- 『松平定知の戦国武将に学ぶ「生き抜く力」DVD BOOK BeeTV』宝島社 別冊宝島 2011年
- 『アナウンサーの日本語論』毎日新聞社 2013年
- 『謀る力』小学館新書 2014年

### 監修
- 『松平定知さんと歩く全国名城・古戦場めぐり』成美堂出版 2013年
- 『松平定知の江戸・東京老舗グルメ探訪 "食の歴史"をひも解く名店の味めぐり』「江戸楽」編集部編 メイツ出版 2015年

## 受賞歴
- イタリアの星勲章コンメンダトーレ章[14]